# Twierdzenie Lindenstraussa-Tzafririego
Twierdzenie Lindenstraussa-Tzafririego – twierdzenie udowodnione przez Jorama Lindenstraussa i Liora Tzafriri w 1971 roku, mówiące iż przestrzeń Banacha X, której każda domknięta podprzestrzeń liniowa jest komplementarna (tj. dla każdej domkniętej podprzestrzeni E istnieje taki (ograniczony) operator liniowy P: X → X o obrazie będącym podprzestrzenią E) jest izomorficzna (jako przestrzeń Banacha) z pewną przestrzenią Hilberta. Dokładniej, wykazali oni, że jeżeli każda domknięta podprzestrzeń przestrzeni Banacha X jest λ-komplementarna (λ ≥ 0 jest pewną stałą wspólną dla wszystkich podprzestrzeni), to odległość Banacha-Mazura przestrzeni X od przestrzeni Hilberta jest nie większa niż 29λ4.
Twierdzenie Lindenstraussa-Tzafririego rozszerza w pewnym stopniu wyniki Wilhelma Blaschkego i Shizuo Kakutaniego mówiące, że rzeczywista przestrzeń Banacha wymiaru co najmniej 3, której każda dwuwymiarowa podprzestrzeń jest 1-komplementarna jest liniowo izometryczna z przestrzenią Hilberta.